# ДП (1—10)
ДП (Дизель-Поезд) с порядковыми номерами от 1 до 10 — серия дизель-поездов, строившихся в 1940, 1945—1946 венгерским заводом Ганц (венг. Ganz vállalatok), Будапешт, для Государственных железных дорог Аргентины.
Военные действия не позволили отправить поезда заказчику, и в 1945 году было решено поставить их в Советский Союз в счёт репарационных поставок. Конструкционно данные дизель-поезда являлись дальнейшим развитием семейства дизель-поездов, строившегося заводом с 1938 года. Начиная с 1946 года, дизель-поезда эксплуатировались на Закавказской, Орджоникидзевской, Среднеазиатской и Ташкентской железных дорогах. В 1949 году дизель-поезда были переданы в парк Литовской железной дороги, где проработали до конца 1950-х годов, после чего были сняты с эксплуатации. До настоящего времени ни один из дизель-поездов этой серии не сохранился.

## История

### Создание и выпуск

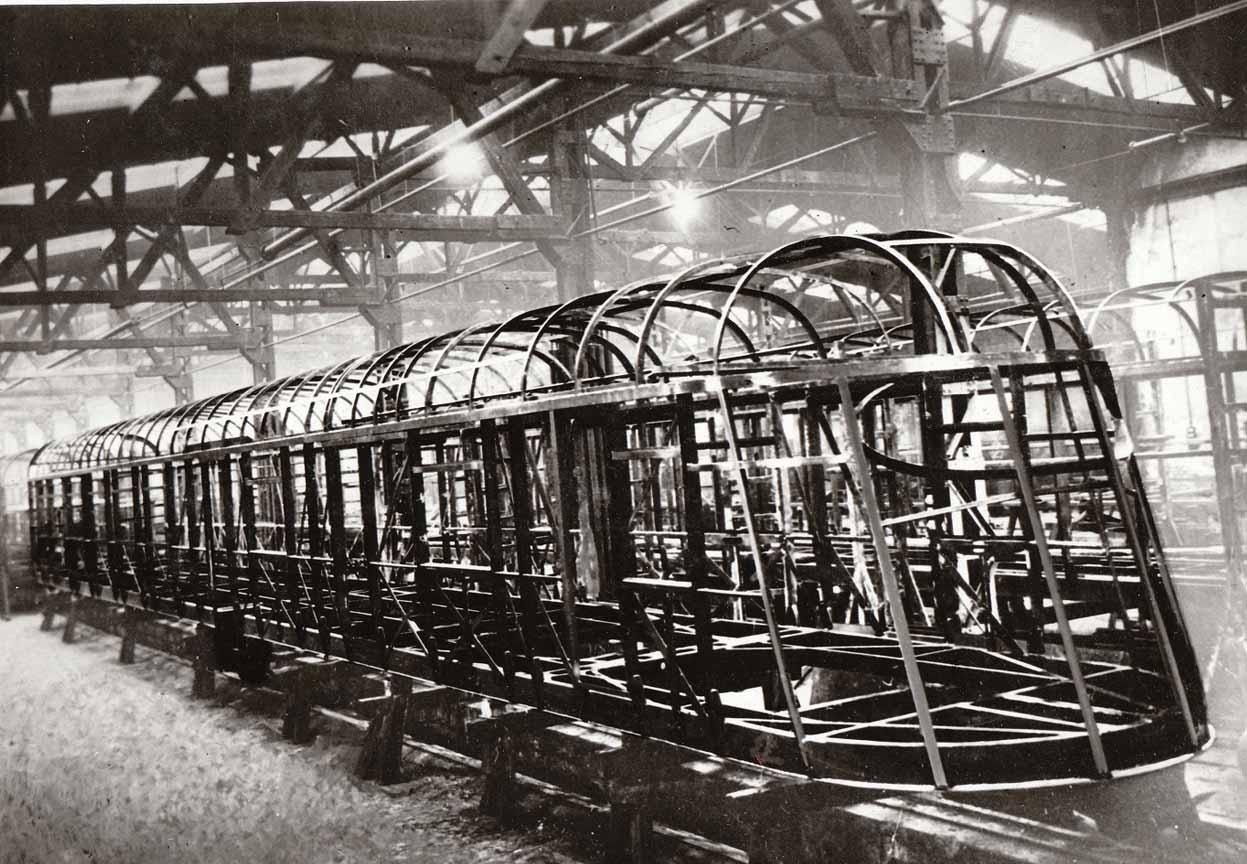
Каркас кузова дизель-поезда на заводе при сборке

Проектирование дизель-поездов ДП началось ещё до начала Второй мировой войны по заказу Государственных железных дорог Аргентины для колеи 1000 мм. Конструкционно, дизель-поезда являлись усовершенствованной модификацией серий «Bariloche» («Барилоче») и «Catamarca» («Катамарка»), построенных в 1937 году. Дизель-поезда были построены в 1940 году и получили наименование «Rosario» («Росарио»), однако военные действия не позволили отправить их в Аргентину. В 1945 году поезда было решено поставить в Советский Союз в счёт репарационных поставок, что потребовало проектирования и изготовления тележек и колесных пар для колеи 1524 мм. Чтобы исключить значительную переделку кузова, ширина его была оставлена неизменной (2800 мм), что исключило эксплуатацию состава на линиях с высокими платформами. Всего было построено 10 составов (30 вагонов, в том числе, 20 моторных (головных) и 10 прицепных).

### Эксплуатация
С завода поезда поступили в депо Раменское Московско-Рязанской железной дороги, а из него были отправлены на Закавказскую, Орджоникидзевскую, Среднеазиатскую и Ташкентскую железные дороги. Летом 1946 года они начали курсировать на линиях Тбилиси — Сочи и Минеральные Воды — Сочи, затем — на линиях Ашхабад — Мары, Ашхабад — Красноводск, Ташкент — Андижан. В 1947 году после прекращения работы на линии Минеральные Воды — Сочи дизель-поезда работали на маршрутах от Тбилиси до Баку, Батуми и Еревана. В связи с малой населённостью на этих маршрутах эти рейсы вскоре были отменены.
В соответствии с приказанием МПС № 801 было предусмотрено «в графике движения поездов на 1949 год курсирование дизельных поездов в сообщениях Вильнюс-Друскеники и Вильнюс-Каунас» и определён порядок передачи моторных поездов с других дорог на Литовскую. Таким образом, в 1949 году дизель-поезда поступили в депо Вильнюс-дизельное Литовской железной дороги (станция Новая Вильня) и работали, в частности, на линии Вильнюс — Рига — Таллин, а также на маршруте Минск — Вильнюс — Рига, и проходили это расстояние за 10 часов при скорости 80 км/ч. В конце 1950-х годов они были сняты с маршрутной эксплуатации.

## Общие сведения

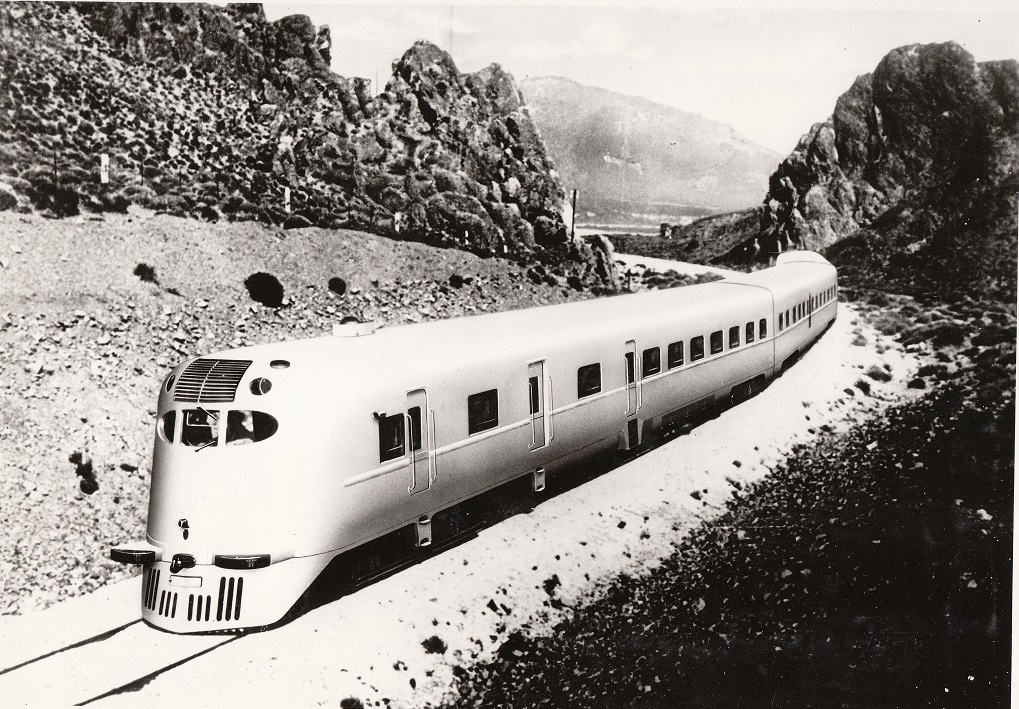
Дизель-поезд ДП на обкатке. На головной части поезда отсутствует пятиконечная красная звезда, нанесённая после поступления в СССР

### Составность
Состав дизель-поезда был сформирован по обычной схеме: моторный головной вагон — прицепной вагон — моторный головной вагон (Мг+Пп+Мг). Осевая формула — (3+2)+(2-2)+(2+3).

### Технические характеристики
Основные параметры для трёхвагонного дизель-поезда серии ДП:
- Масса:
  - Поезда — 138 т;
  - Моторного вагона — 55 т;
  - Прицепного вагона — 28 т;
- Длина по осям автосцепок — 78 300 мм;
- Минимальный радиус проходимых кривых — 100 м;
- Число сидячих мест — 156/138;
- Часовая мощность главных дизелей — 2×320 л. с.;
- Касательная сила тяги на ободах движущих колес — 4630 кгс;
- Конструкционная скорость — 121 км/ч;
- Ускорение при пуске — 0,3 м/с²;
- Запас топлива — 1030 л.

## Конструкция

### Кузов

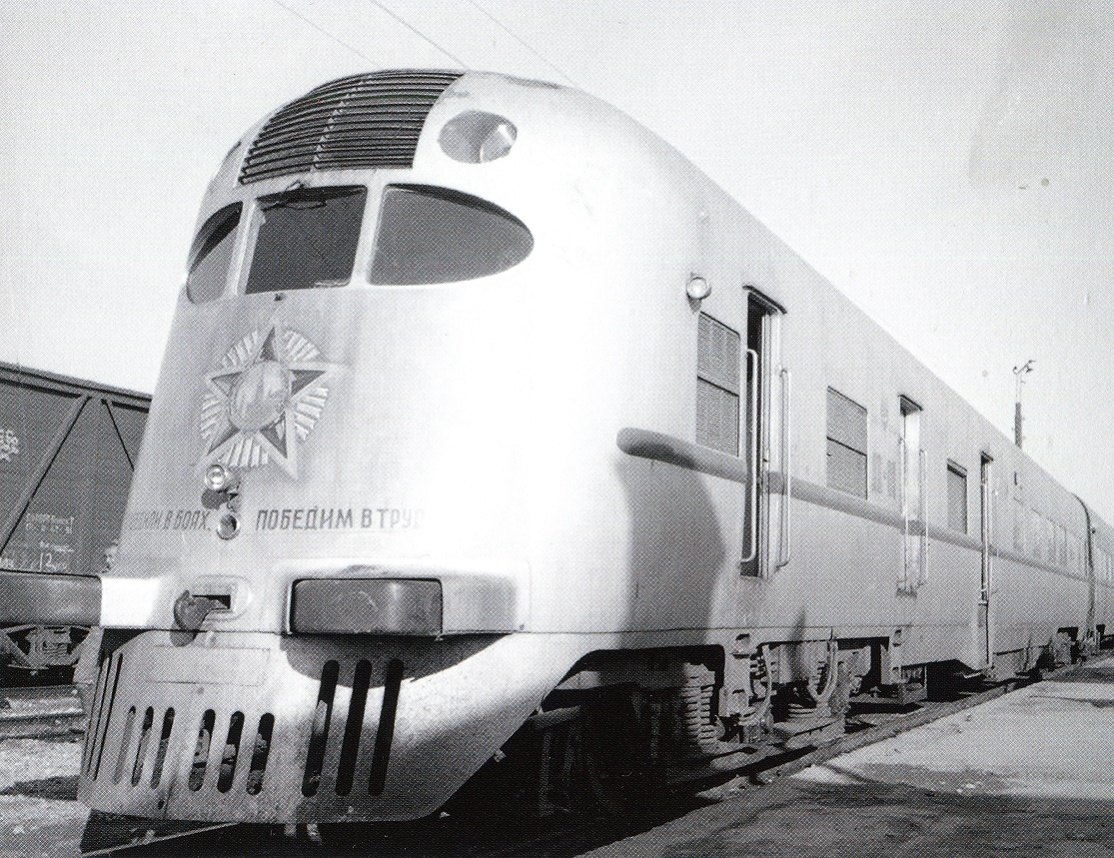
Головной вагон дизель-поезда с нанесённым изображением ордена «Победа» и надписью «Победили в боях, победим в труде!»

Лобовая часть головных вагонов имела обтекаемую форму. Каркас кузова и рама вагона изготовлялись из хромистой стали. Ширина кузова составляла 2800 мм, так как поезд проектировался для колеи 1000 мм; подобная ширина кузова практически исключала возможность эксплуатации поезда на линиях с высокими платформами. Масса моторных вагонов составляла 2×55 т, прицепного — 28 т. Сцепная масса при этом была 4×14=56 т. Вагоны сцеплялись автосцепкой системы Ганц; в случае необходимости, устанавливалась автосцепка СА-3.

### Ходовая часть

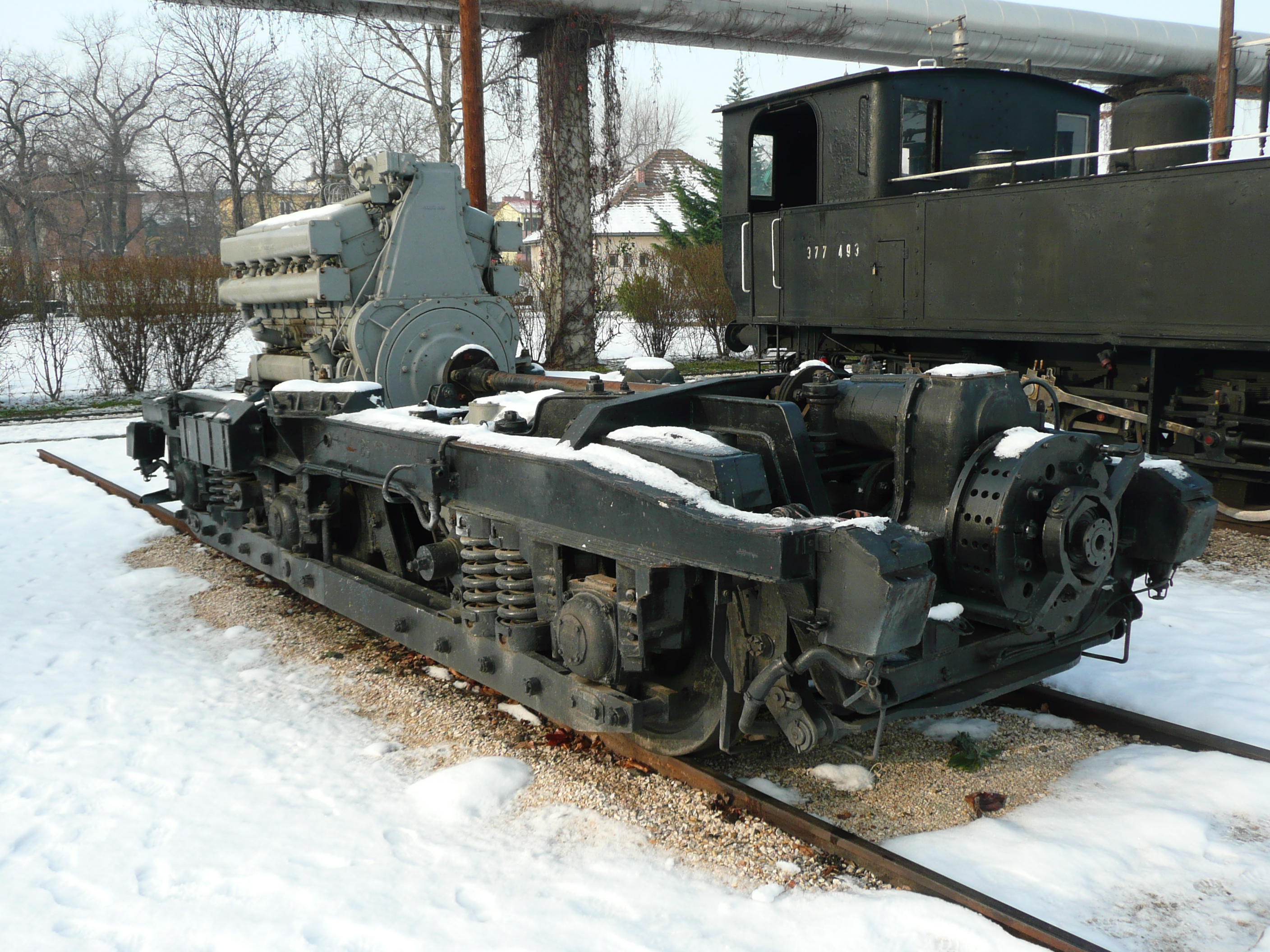
Трёхосная тележка и главный дизель; аналогичные устанавливались на трёхвагонный ДП

Моторные вагоны со стороны машинного отделения имели трёхосные тележки, со стороны прицепных вагонов — двухосные. Нагрузка от кузова передавалась на люльку трёхосной тележки через скользуны системы Ганц — Ронан, располагавшиеся на окружности, центр которой совпадал с центром поворота тележки; подобная конструкция позволяла освободить дополнительное место для дизеля. Рамы тележек были выполнены из хромистой стали, отдельные детали рамы соединялись сваркой. Крайние колесные пары диаметром 920 мм были движущими, средняя колесная пара диаметром 760 мм являлась поддерживающей. Расстояние между осями соседних колесных пар равнялось 1810 мм.
Прицепные вагоны имели двухосные бесчелюстные тележки. Расстояние между осями соседних колесных пар равнялось 2600 мм.
Дизель-поезд был оборудован двухпроводными тормозами системы Кнорра — Ламбертсена, имевшими две магистрали: тормозную и питающую.

### Механическая передача
Механическая передача от дизеля к колесным парам была четырёхступенчатой и состояла из главной дисковой муфты сухого трения, которая работала только в период трогания состава с места, четырёхступенчатой коробки скоростей с реверсом, карданных валов и осевого редуктора, содержавшего пару конических зубчатых колес. Вал дизеля соединялся с валом главной муфты парой зубчатых цилиндрических колес с передаточным числом 1. Переключение ступеней скоростей осуществлялось фрикционными муфтами, располагавшимися в коробке скоростей. Передаточное число коробки скоростей на первой ступени составляло 5,13, на второй — 3,19, на третьей — 1,97 и на четвёртой — 1,22. Главная муфта и муфты коробки скоростей включались и выключались машинистом с помощью главной рукоятки контроллера. При переключениях работали пневматические приводы муфт, управлявшиеся электропневматическими клапанами. Передаточное число зубчатых колес реверса составляло 1, осевого редуктора — 1,46.
Главная фрикционная муфта сухого трения включалась посредством пневматических цилиндров. Включение муфты производилось электропневматическим способом с любого поста управления, либо механическим приводом.
Коробка скоростей дизель-поезда — четырёхвальная, имела четыре ступени скорости. Включение ступеней осуществлялось фрикционными муфтами, вращающимися в масле. Управление этими муфтами — электропневматическое, аварийное — механическое (только для I ступени). Коробка имела механическую рычажную блокировку, допускающую одновременное включение только одной муфты ступени.
Реверс осуществлялся путём включения «паразитной» шестерни. Управление реверсом — пневматическое (аварийное — механическое).
Главные карданные валы служили для передачи крутящего момента от коробки скоростей к осям двух крайних движущих колесных пар. На обоих концах карданных валов находились механические шарнирные сочленения, соединявшиеся с коническими приводами осей.

### Дизели
Главный дизель типа VIII-JAR 170/240 системы Ганц — Ендрашик (венг. Ganz — Jendrassik) являлся предкамерным четырёхтактным 8-цилиндровым и имел массу 2600 кг. Диаметр цилиндров составлял 170 мм, ход поршня — 240 мм. При частоте вращения вала 1250 об/мин дизель развивал мощность 310 л. с. (230 кВт); расход топлива составлял 190 г/(л. с./ч). Диапазон рабочих чисел оборотов составлял 770—1250 в минуту. Порядок работы цилиндров — 1—5—7—3—8—4—2—6. Все узлы двигателя крепились к верхней части картера, состоявшего из двух половин. Двигатели размещались в головных вагонах на раме трёхосных тележек, куда крепились болтами с резиновыми прокладками и накрывался двойным капотом для тепло- и шумоизоляции. Пуск дизеля осуществлялся двумя стартерными моторами мощность 6 л. с. каждый от аккумуляторных батарей.

### Тормозное оборудование
Тормозное оборудование, использовавшееся на дизель-поезде — пневматическое системы Кнорра — Ламбертсена. Тормозные компрессоры — трёхцилиндровые, вертикального типа (диаметр поршня 30 мм, ход поршня 65 мм). Цилиндры и крышки компрессора объединены в отливках, поддон картера вмещал около 3 л масла. Клапаны автоматические, коренные подшипники роликовые. При давлении сжатия воздуха 6,5 атм производительность компрессора составляет 370 л/мин, максимальное сжатие — 6 атм.

### Электрооборудование
В моторных вагонах были установлены генераторы постоянного тока напряжением 24 В и мощностью 2,75 кВт, питавшие цепи управления, освещения и зарядки аккумуляторной батареи. Вспомогательные генераторы постоянного тока напряжением 110 В служили для привода циркуляционного вентилятора климатической установки и трёхцилиндрового компрессора производительностью 370 л/мин при частоте вращения вала 670 об/мин. Свинцово-кислотные аккумуляторные батареи имели напряжение 24 В и ёмкость 400 А·ч.

### Прочее оборудование
Климатическая установка дизель-поезда предназначалась для поддержания температуры воздуха в приемлемом для пассажиров диапазоне. Устройства климатической системы располагались частично в кузове вагона, частично — на вспомогательной раме, крепившейся к раме вагона. Климатическая установка включала в себя: фреоновый компрессор, конденсаторы фреона (общей площадью поверхности ок. 200 м²), дегидратор, фильтры. На потолках вагонов размещался испаритель (теплообменник общей площадью поверхности 120 м²), с которым соединялся радиатор отопления площадью 60 м². Регулирование работы климатической установки происходило посредством вентилей, установленных в шкафах, расположенных в багажном отделении одного и почтовом отделении другого моторного вагона. В качестве фреона использовался дифтордихлорметан в количестве 45—50 кг, который, испаряясь, охлаждал воздух вагонов. К климатической установке относилась также система охлаждения питьевой воды.
Работа климатической установки осуществлялась по следующему принципу: газообразный фреон засасывался компрессором, где сжимался до 8—15 атм, и сжижался в конденсаторах. Жидкий фреон поступал в испарители, через которые двойными вентиляторами прогонялся воздух вагонов с примешанным к нему небольшим количеством наружного воздуха. Для поглощения влаги, попадавшей во фреон, использовался дегидратор (поглотитель — активированный алюминий). Выключение установки обеспечивалось выключением компрессора, после чего система охлаждения переставала действовать. Включение установки производилось фрикционной муфтой, управляемой электропневматическим вентилем.
Радиатор отопления предназначался для подогрева воздуха в вагонах. Радиатор был включен в систему водяного охлаждения дизелей, и получал тепло от работающих двигателей. При низких температурах окружающего воздуха климатическая установка демонтировалась, и на её место устанавливались дополнительные радиаторы отопления.

### Интерьер

#### Пассажирский салон и технические помещения
В моторных вагонах за кабинами управления располагалось машинное отделение, в котором находились дизели. Далее у одного из вагонов шли отделения для почты, кухня, тамбур, буфет, пассажирское помещение на 44 места (по два в каждом ряду справа и слева от среднего прохода), туалет и умывальник; у другого моторного вагона за машинным отделением шли помещение для багажа, тамбур, четыре шестиместных купе и туалет.
В прицепном вагоне между двумя тамбурами располагались пассажирское помещение на 40 мест, туалет и пассажирское помещение на 48 мест. Общее число мест в поезде равнялось 156. Прицепные вагоны дизель-поездов № 4, 6, 7 имели с одного конца 40 мест (по два в каждом ряду справа и слева от среднего прохода), а с другого — пять шестиместных купе. Общее число мест в таких поездах составляло 138. Все места в вагонах дизель-поезда имели категорию «мягкий» (М).

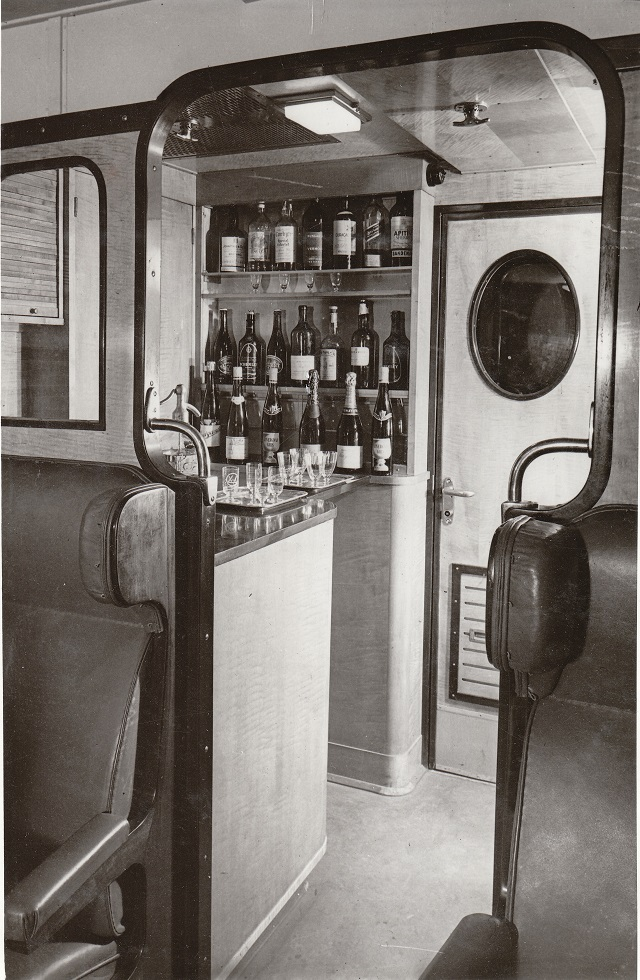
Бар
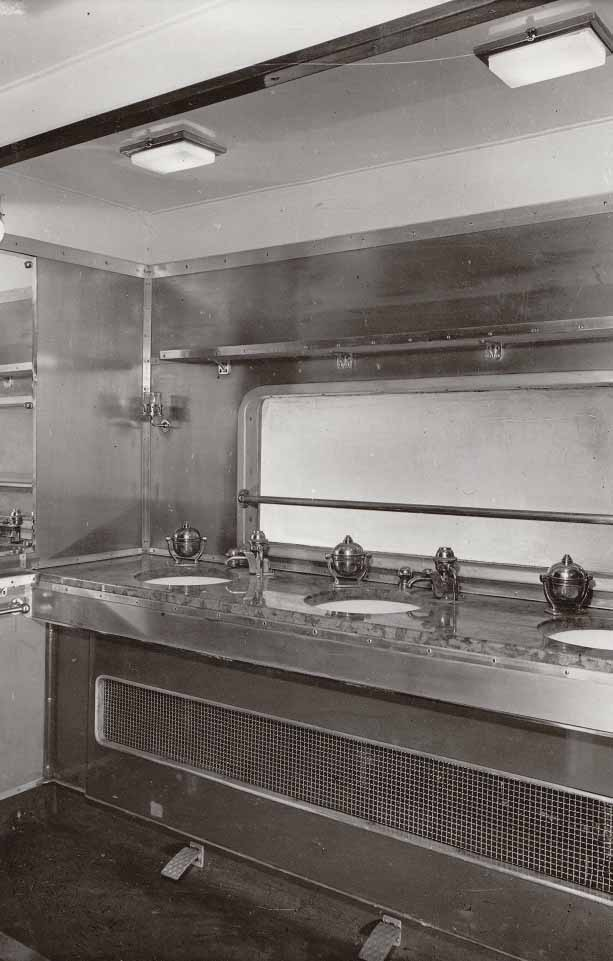
Умывальник

#### Кабина машиниста

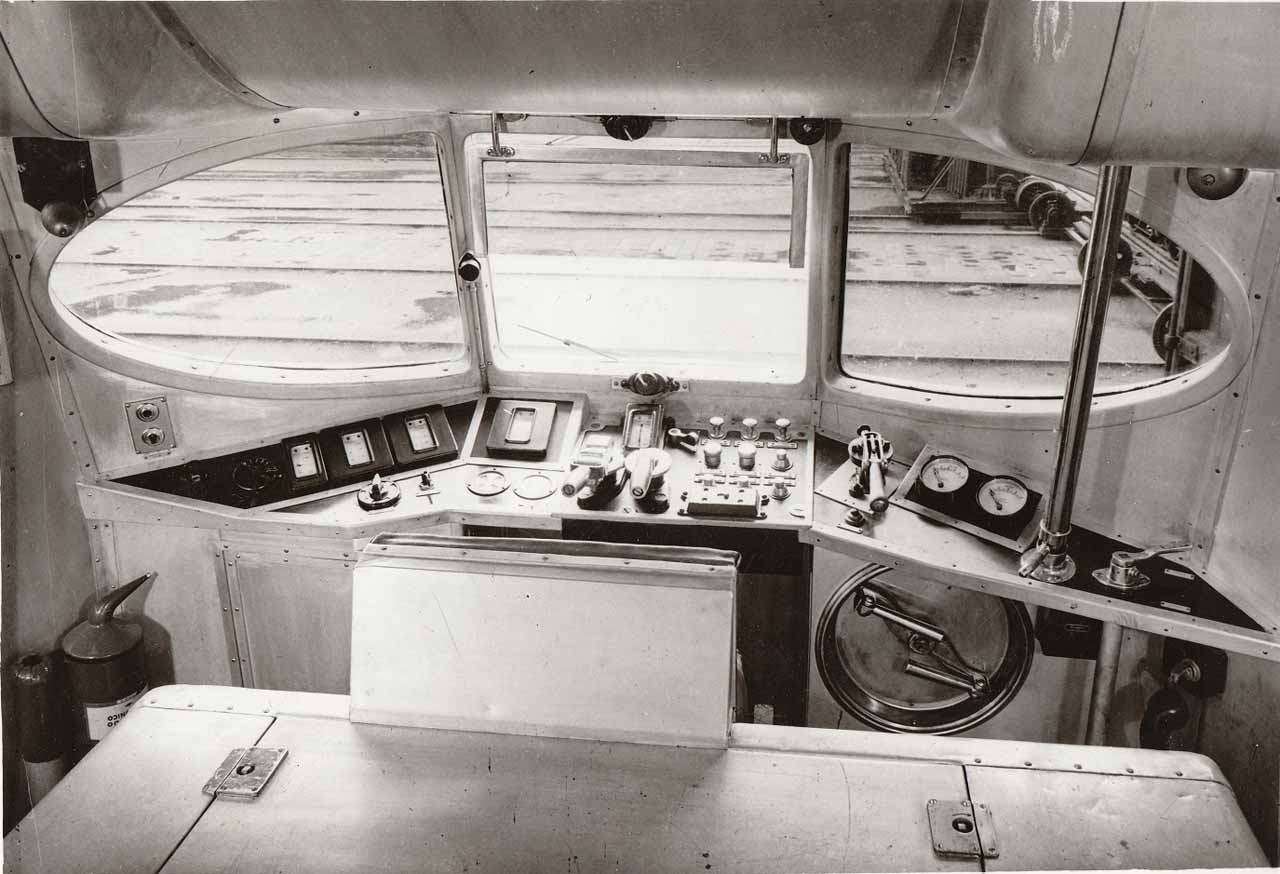
Пост управления дизель-поездом

Управление дизель-поездом осуществлялось с двух постов управления, располагавшихся в головных частях моторных вагонов. Система управления составом — электропневматическая, в случае её отказа управление могло осуществляться с помощью механического привода с ближайшего поста управления. Пуск двигателя, регулировка подачи горючего, переключение скоростей и реверсивного механизма осуществлялось при помощи главного контроллера, имевшего 12 позиций, из которых 11 были рабочие, в том числе 4 ходовые. Управление обоими головными вагонами при нормальной эксплуатации осуществлялось с одного любого контроллера. На пульте машиниста также располагались: тормозная рукоять, тахометр оборотов главного двигателя, манометры давлением масла, давления в тормозной магистрали и давления воздуха в системе управления, скоростемер, амперметр, вольтметр. Для связи между постами управления был предусмотрен телефон.

## Дизель-поезда завода Ganz сходной конструкции
Сравнительная характеристика дизель-поездов Bariloche, Catamarca, Suburbano и ДП (Rosario) представлены в таблице:
| Дизель-поезда производства Ganz 1930-х — 1940-х гг. | Дизель-поезда производства Ganz 1930-х — 1940-х гг. | Дизель-поезда производства Ganz 1930-х — 1940-х гг. | Дизель-поезда производства Ganz 1930-х — 1940-х гг. | Дизель-поезда производства Ganz 1930-х — 1940-х гг. | Дизель-поезда производства Ganz 1930-х — 1940-х гг. | Дизель-поезда производства Ganz 1930-х — 1940-х гг. | Дизель-поезда производства Ganz 1930-х — 1940-х гг. | Дизель-поезда производства Ganz 1930-х — 1940-х гг. | Дизель-поезда производства Ganz 1930-х — 1940-х гг. | Дизель-поезда производства Ganz 1930-х — 1940-х гг. |
| Страна                                              | Обозначение                                         | Начало выпуска                                      | Выпущено                                            | Составность                                         | vmax, км/ч                                          | Масса, т                                            | Давл. на ось, т                                     | Габарит, мм                                         | Двигатель                                           | Мощность, л. с.                                     |
| --------------------------------------------------- | --------------------------------------------------- | --------------------------------------------------- | --------------------------------------------------- | --------------------------------------------------- | --------------------------------------------------- | --------------------------------------------------- | --------------------------------------------------- | --------------------------------------------------- | --------------------------------------------------- | --------------------------------------------------- |
| Аргентина                                           | Bariloche                                           | 1938                                                | 2                                                   | 3                                                   | 110                                                 | 149                                                 | 14                                                  | 78140×3738×3084                                     | VIII JAR 170/240                                    | 2×320                                               |
| Аргентина                                           | Catamarca                                           | 1938                                                | 4                                                   | 3                                                   | 95                                                  | 130                                                 | 14                                                  | 77928×3400×2684                                     | VIII JAR 170/240                                    | 2×320                                               |
| Аргентина                                           | Suburbano                                           | 1938                                                | 5                                                   | 3                                                   | 100                                                 | 116                                                 | 12                                                  | 78128×3400×2684                                     | VIII JAR 170/240                                    | 2×320                                               |
| СССР                                                | ДП                                                  | 1940                                                | 10                                                  | 3                                                   | 100                                                 | 132                                                 | 14                                                  | 77474×3905×2800                                     | VIII-JAR 170/240                                    | 2×320                                               |

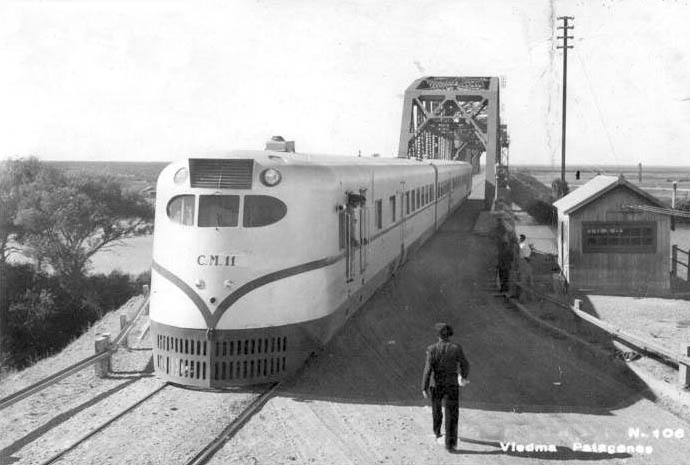
Дизель-поезд модели Bariloche С.M.11
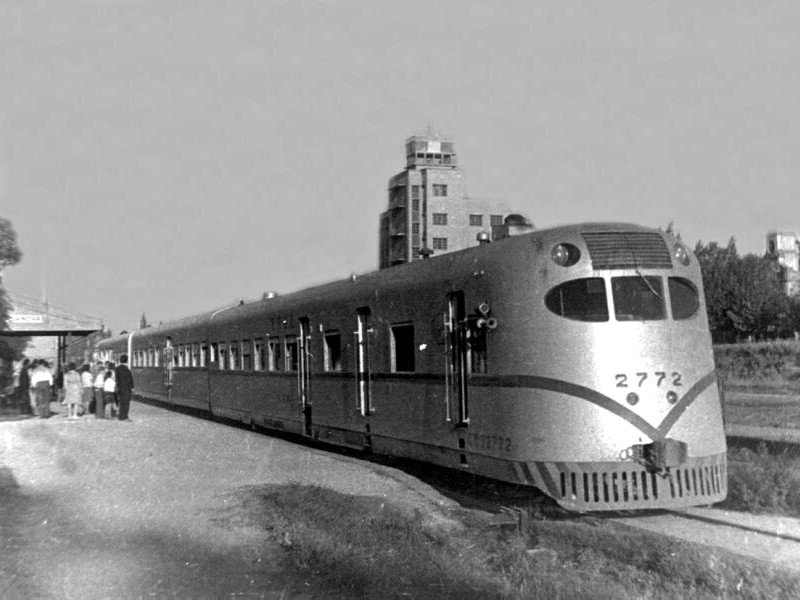
Дизель-поезд модели Catamarca № 2772 — наиболее близкий по конструкции к модели ДП Rosaria
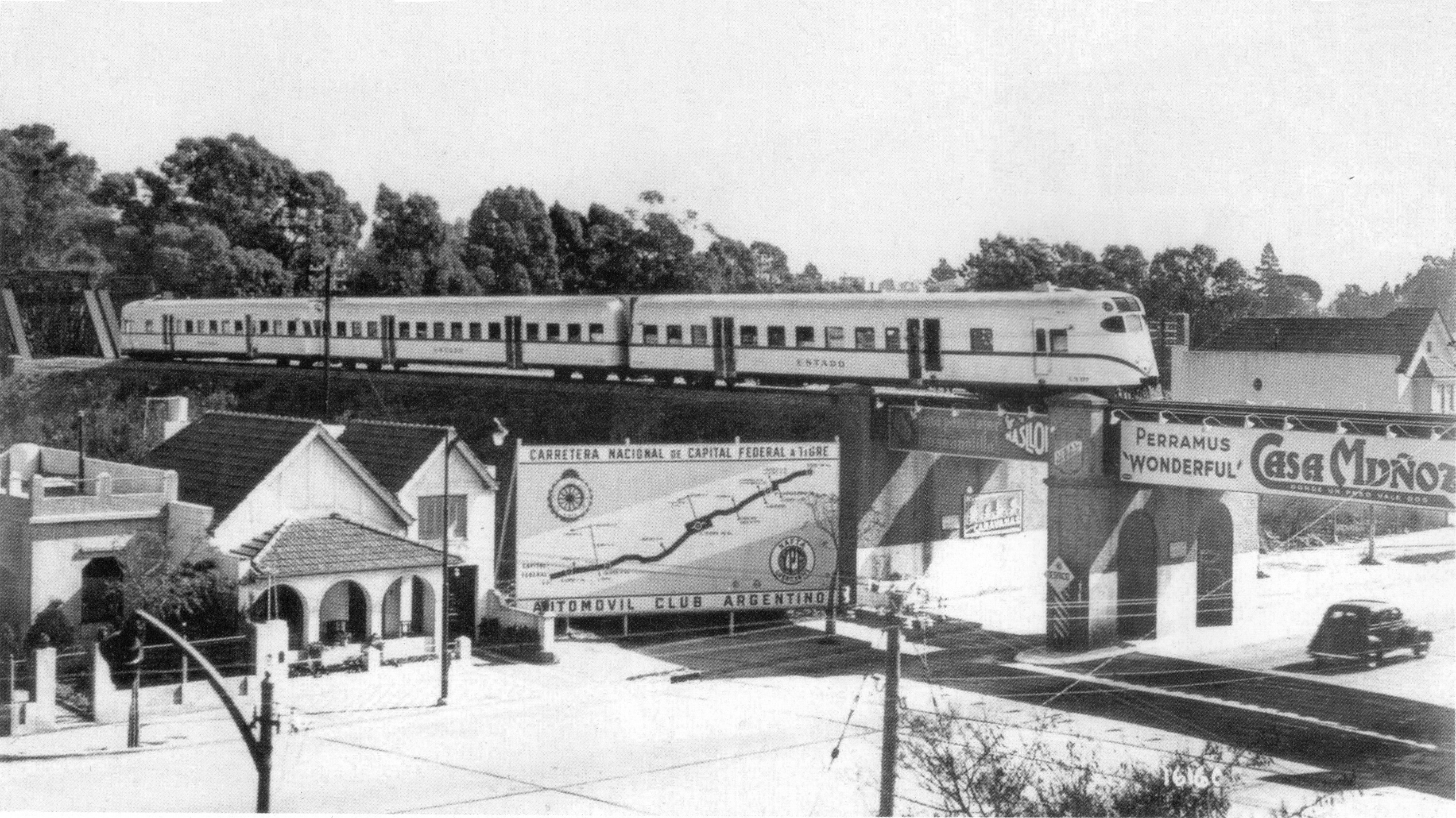
Дизель-поезд модели Suburbano с наклонными задними стенками головных вагонов